# Rîșcani
Rîșcani est une ville moldave située dans le raion de Rîșcani.

## Démographie
En 2012, sa population était d'environ 14 000 habitants.